# Maćkowa Ruda (wieś)
Maćkowa Ruda – wieś w Polsce położona w województwie podlaskim, w powiecie sejneńskim, w gminie Krasnopol. Leży nad Czarną Hańczą.
| SIMC    | Nazwa     | Rodzaj    |
| ------- | --------- | --------- |
| 0761035 | Kolonia   | część wsi |
| 0761041 | Wioseczka | część wsi |

W latach 1954–1972 wieś należała i była siedzibą władz gromady Maćkowa Ruda. W latach 1975–1998 miejscowość administracyjnie należała do województwa suwalskiego.
Wierni kościoła rzymskokatolickiego należą do parafii Niepokalanego Poczęcia Najświętszej Maryi Panny w Wigrach.